# Garette Ratliff Henson
Pour les articles homonymes, voir Henson.
Garette Ratliff Henson est un acteur américain né le 5 janvier 1980 à Burbank, Californie (États-Unis).

## Filmographie

### Cinéma
- 1985 : Le Dernier Missile (Radioactive Dreams) : Philip à 4 ans
- 1990 : Arachnophobie (Arachnophobia) : Tommy Jennings
- 1991 : Captain America : Tom Kimball jeune
- 1991 : Retour au lagon bleu (Return to the Blue Lagoon) : Richard jeune
- 1992 : Le Rêve de Bobby (Radio Flyer) : Chad
- 1992 : Les Petits Champions (The Mighty Ducks) : Guy Germaine
- 1993 : Les Aventures de Huckleberry Finn (The Adventures of Huck Finn) : Billy Grangerford
- 1994 : Les Petits Champions 2 (D2: The Mighty Ducks) : Guy Germaine
- 1995 : Casper : Vic DePhillippi
- 1995 : Trois vœux (Three Wishes) : Voisin ado
- 1996 : Les Petits Champions 3 (D3: The Mighty Ducks) : Guy Germaine
- 1997 : Nevada : Weston
- 2007 : The Mannsfield 12 : Andrew Perryman

### Télévision
- 1986 : Fame : Gamin #1 (1 épisode)
- 1986 : Madame est servie (Who's the Boss) : Garçon golfeur (1 épisode)
- 1986 : Outlaws : Petit garçon (1 épisode)
- 1987 : Her Secret Life : Scott (téléfilm)
- 1987 : Prince Charmant (The Charmings) : Cory Charming (21 épisodes)
- 1987 : Les Routes du paradis (Highway to Heaven) : Stevie Douglas (1 épisode) / Tommy (1 épisode)
- 1989 : La Maison en folie (Empty Nest) : Demetrie (1 épisode)
- 1991 : Docteur Doogie (Doogie Howser, M.D.) : Will (2 épisodes)
- 1993 : For Their Own Good : Jody jeune (téléfilm)
- 1994 : Oldest Living Confederate Widow Tells All : Ned Smythe, le meilleur ami de Willie (mini-série)
- 1997 : Melrose Place : Ado sur le lieu de l'accident (1 épisode)
- 2004 : NCIS : Enquêtes spéciales (NCIS) : Caporal Ernie Yost jeune (1 épisode)
- 2006 : Cold Case : Affaires classées (Cold Cade) : Jason Bowen (1 épisode)
- 2007 : Close to Home : Juste Cause (Close to Home) : Brian Hall (1 épisode)